# Ansauville
Ansauville é uma comuna francesa na região administrativa de Grande Leste, no departamento de Meurthe-et-Moselle. Estende-se por uma área de 6.97 km². Em 2010 a comuna tinha 82 habitantes (densidade: 11,8 hab./km²).